# Stymphaliden

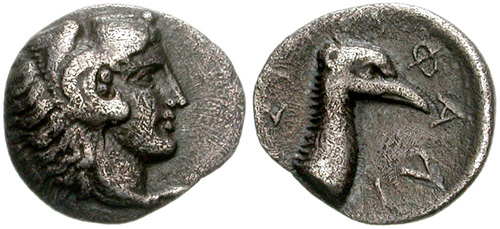
Munt met Heracles en Stymphaliden

De stymphaliden zijn een mythologisch fabelras. Ze lijken qua grootte en vorm op kraanvogels, maar het zijn mensenetende monsters met een koperen bek en klauwen. Ze kunnen pantsers doorboren en hun koperen veren afschieten als pijlen.

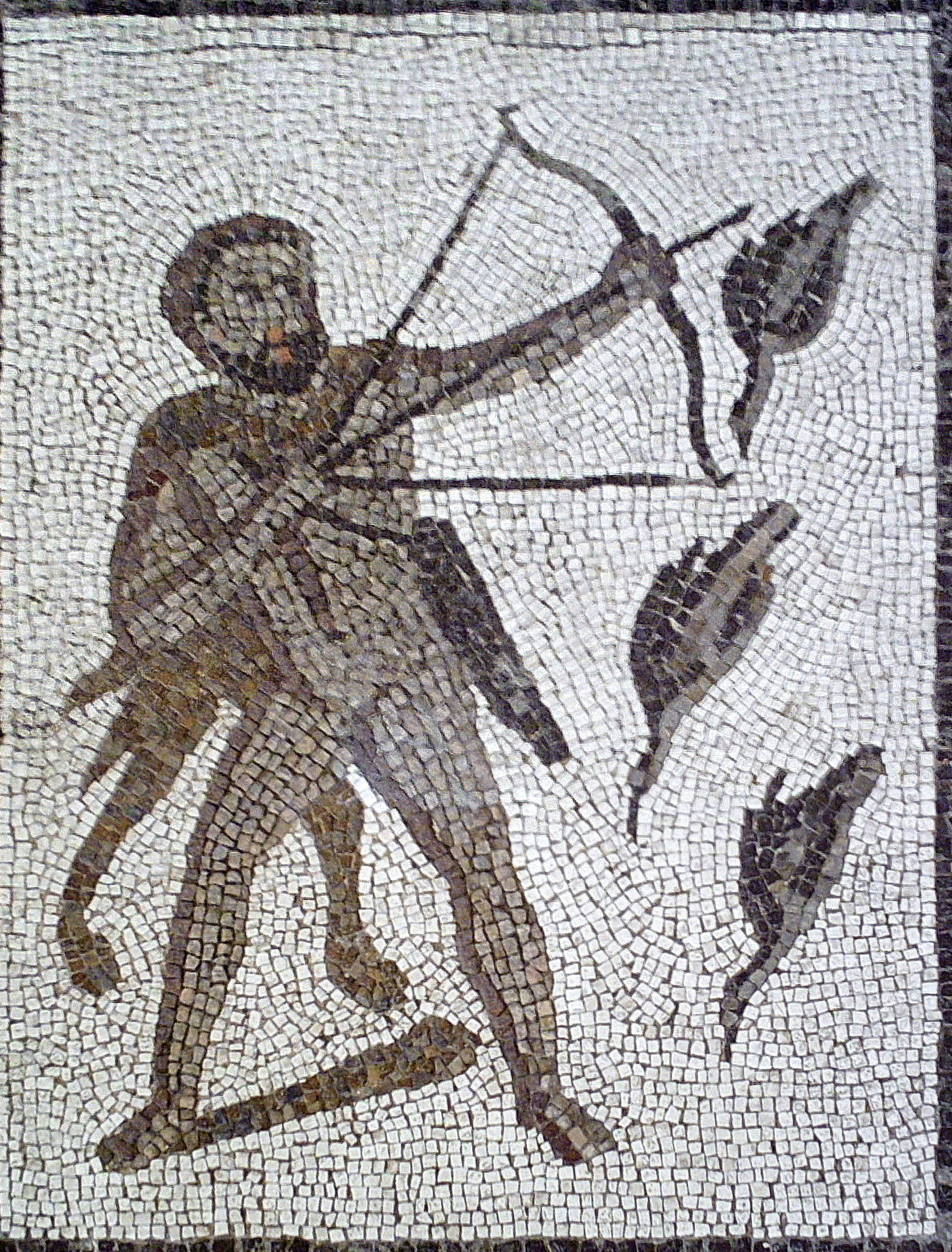
Hercules en de Stymphaliden

Deze vogels zijn genoemd naar de donkere moerassen van Stymphalus in Arcadië, waar ze ooit geleefd zouden hebben. Ze terroriseerden boerderijen en dorpen, doodden mensen en dieren en vergiftigden het land met hun uitwerpselen. In de tempel in Stymphalus vindt men nog afbeeldingen van de vogels.

## De stymphaliden in verhalen
Het was een van Hercules' taken om het land van de stymphaliden te bevrijden. Het was zijn 6de taak. De hydra van Lerna en andere monsters had hij al gedood, maar hij had niet genoeg pijlen over voor al deze vogels. Toen kwam de godin Athene tot hem en gaf hem een paar bronzen ratels. Hij beklom de hoogste piek boven het moeras en schudde de ratels. De zwerm stymphaliden stoof de lucht in en keerde nooit terug.
Enkele stymphaliden vlogen naar het eiland van de oorlogsgod Ares, waar Jason en de Argonauten hen troffen op hun zoektocht naar het Gulden Vlies. Ze sloegen met hun zwaarden op hun schilden om de vogels te verjagen, die hun koperen pijlen op de mannen afvuurden.
Andere verjaagde stymphaliden vlogen naar de Arabische woestijn, waar ze nog zouden leven.
Nemeïsche leeuw · 
Hydra van Lerna · 
Hinde van Keryneia · 
Erymanthisch zwijn · 
Stallen van Augias · 
Stymphalische vogels · 
Stier van Kreta · 
Vleesetende paarden van Diomedes · 
Gordel van Hippolyte · 
Kudde van Geryones · 
Gouden appels van de Hesperiden · 
Kerberos